# Masarykovo náměstí (Děčín)
Masarykovo náměstí je veřejné prostranství v Děčíně, v okrese Děčín v Ústeckém kraji, které dříve tvořilo centrum města. Je dlouhé 125 metrů a široké 77 metrů. Před první světovou válkou se náměstí jmenovalo „Tržní“, neboť se zde pořádaly řemeslné a farmářské trhy. Tyto trhy také několikrát navštívil během svých pobytů v saské obci Žandov pozdější prezident T. G. Masaryk. Tam ho také (26. července 1914) zastihla zpráva o vyhlášení první světové války.

## Popis náměstí
Náměstí je obklopeno měšťanskými domy, které jsou postaveny převážně ve slohu severské renesance. Tyto domy byly majetkem pánů z Bünau. Zdobné portály odrážely bohatství tehdejších majetných měšťanů. V 60. letech 20. století, tedy v období panelové výstavby, byla severní strana domů stržena a s nimi byl zničen i starý Wernerovský dům, který naposledy sloužil jako hotel Praha. Gotickou Madonu, která zdobila jeho průčelí, se podařilo zachovat a je uložena v okresním muzeu. V důsledku demolic po roce 1960 a dalšími nevhodnými zásahy v době normalizace bylo náměstí – jako centrální městský prostor – závažně narušeno.

### Kašny

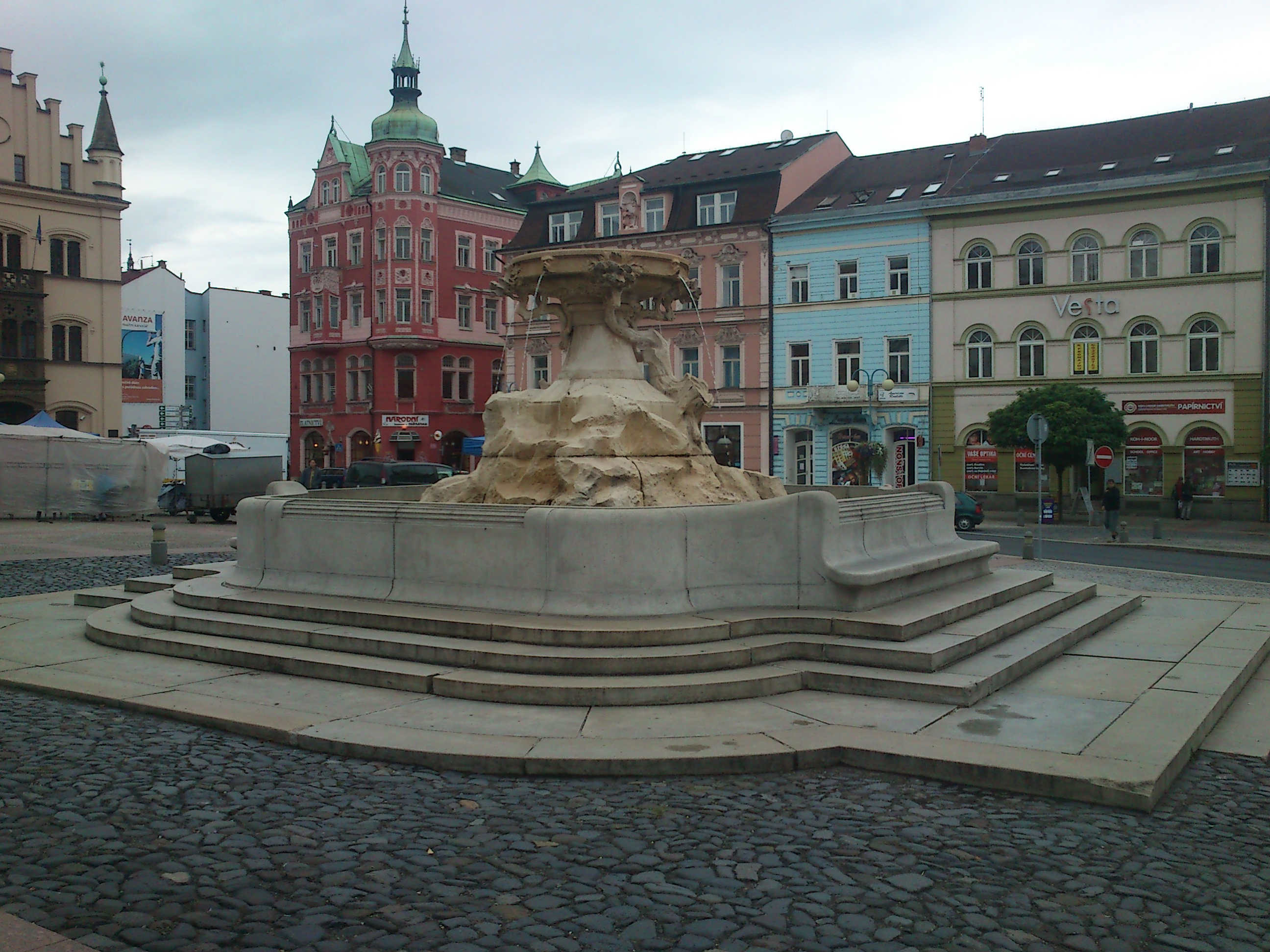
Secesní kašna na Masarykově náměstí v r. 2012

V okolí náměstí stálo dříve několik pěkných kašen. Na samotném náměstí pak byly od 14. století další dvě a v roce 1509 byla postavena kašna další. Barokní osmiboká kašna dosud stojí poblíž kostela svatého Václava a Blažeje. Roku 1907 byla postavena uprostřed náměstí secesní kašna od Rudolfa Weyra, která má pravoúhlou nádrž, kamenný základ a vyrůstají z ní pařezy s větvemi držící okrouhlou mísu. Na kašně se původně nalézalo šest bronzových figur (dřevorubce, jeho dcery, spícího trpaslíka, dvou krkavců a na vrcholu Labské víly), znázorňujících pověst o prameni v Loubské rokli. Tyto sochy byly zrekvírovány za druhé světové války. Později byla vrcholová socha Labské víly nahrazena pískovcovým květem, který byl před rekonstrukcí kašny odstraněn v roce 2007.

### Loretánská kaple
V letech 1668 až 1670 byla postavena loretánská kaple s hraběcí hrobkou Thunů. Kapli nechal postavit Maxmilián hrabě Thun a svou velikostí a monumentálností se stala dominantou celého náměstí. Kaple byla chráněna topoly a obklopovala ji balustráda a ozdobné sochy. Rostoucí provoz ve městě však měl za následek likvidaci památky a ta musela být v roce 1885 stržena. Ještě před stržením stavby však byla supraporta (tedy zdobený vnitřek pole nad vchodem do kaple) přenesena z podnětu místodržícího Thuna na hospodářskou budovu zámku v Jílovém u Děčína, kde je zachována. Další prvky kaple byly použity při výstavbě tehdejších nových domů v Děčíně.